# Orobanche ombrochares
Orobanche ombrochares är en snyltrotsväxtart som beskrevs av Henry Fletcher Hance. Orobanche ombrochares ingår i släktet snyltrötter, och familjen snyltrotsväxter. Inga underarter finns listade i Catalogue of Life.